# Ландтаг Саксонии
Ландтаг Свободного государства Саксония (нем. Sächsischer Landtag), также называемый Саксонский ландтаг, Парламент Саксонии или Саксонский парламент, является законодательным органом немецкой земли Саксония. Он образован конституцией Свободного государства, принятой в 1992 году.

## История

### Королевство Саксония
В 1831 году был введен в действие двухпалатный законодательный орган королевского Саксони в современном виде. После бурных революций 1848 года ландтаг Саксонии расширил права голоса (хотя все еще сохраняя требования к собственности) и отменил голосование по налогам. В 1871 году Саксония была включена в Германскую империю, и все более избирательных прав постепенно расширялись.
К началу 1900-х годов местная политика Саксонии оставалась стабильной с социал-демократами, консерваторами и национальными либералами, разделявшими долю голосов, а ландтаг - тремя способами. (В 1909 году социал-демократы завоевали 27% мест, консерваторы выиграли 31% мест, «Национальные либералы» выиграли 31% мест). Участие избирателей было высоким (82% в 1909 году).

### Свободное государство
В эпоху после Первой мировой войны местная политика в Саксонии отражала бушующую в то время всю европейскую политику. На выборах в Саксонский ландтаг 1930 года социал-демократы выиграли 33% мест, 15% - национал-социалисты, 14% - коммунисты, либеральная либеральная партия (Reichspartei des deutschen Mittelstandes) - 10%, «Национально-либералы», (Deutschnationale Volkspartei) - 8%, а ряд преимущественно местных и правых популистских партий - 16%. Явка была без энтузиазма - 73%.
Выборы в ландтаге 5 марта 1933 года показали беспрецедентную явку 92%. Национал-социалисты выиграли 45%, социал-демократы - 26%, коммунисты - 16%, национал-либералы (Deutschnationale Volkspartei) - 7%, а второстепенные партии заняли всего 6% мест. Это были последние свободные выборы в Саксонии до 1990 года.
С 1990 года ХДС находится в правительстве Саксонского ландтага и обычно получает большинство голосов. Это изменилось лишь в 2004 году.

## Состав
Предпоследние земельные выборы в Саксонии прошли 1 сентября 2019 года:
- ХДС — 45 мест (32,1% голосов);
- АдГ — 38 мест (27,5%);
- Левая — 14 мест (10,4% голосов);
- Союз 90/Зелёные — 12 мест (8,6%);
- СДПГ — 10 мест (7,7% голосов).